# Масла для двухтактных бензиновых двигателей

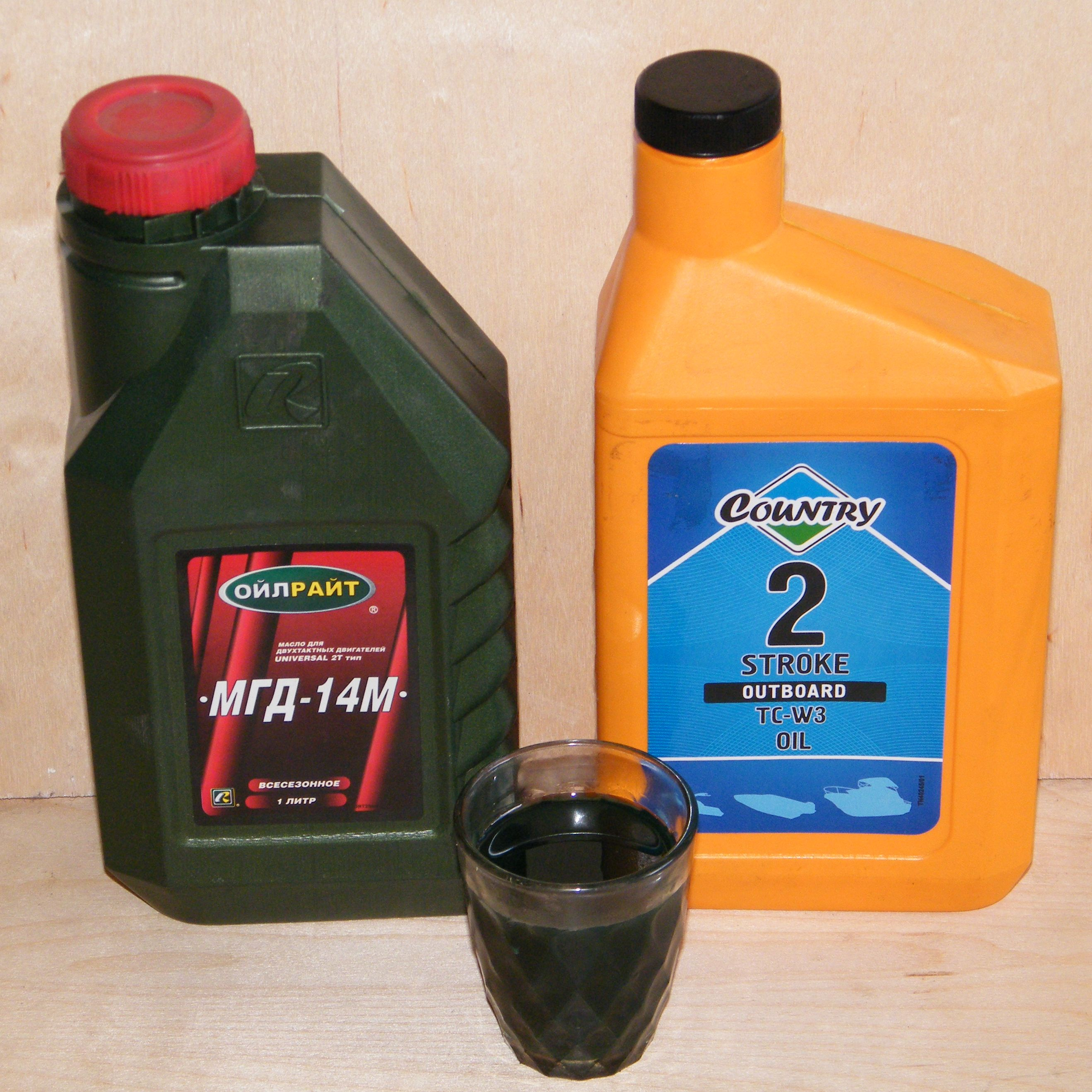
Российские масла для двухтактных бензиновых двигателей: МГД-14М (стандарт 2Т) и Country outboard (для водной техники), имеет сине-зелёную окраску.

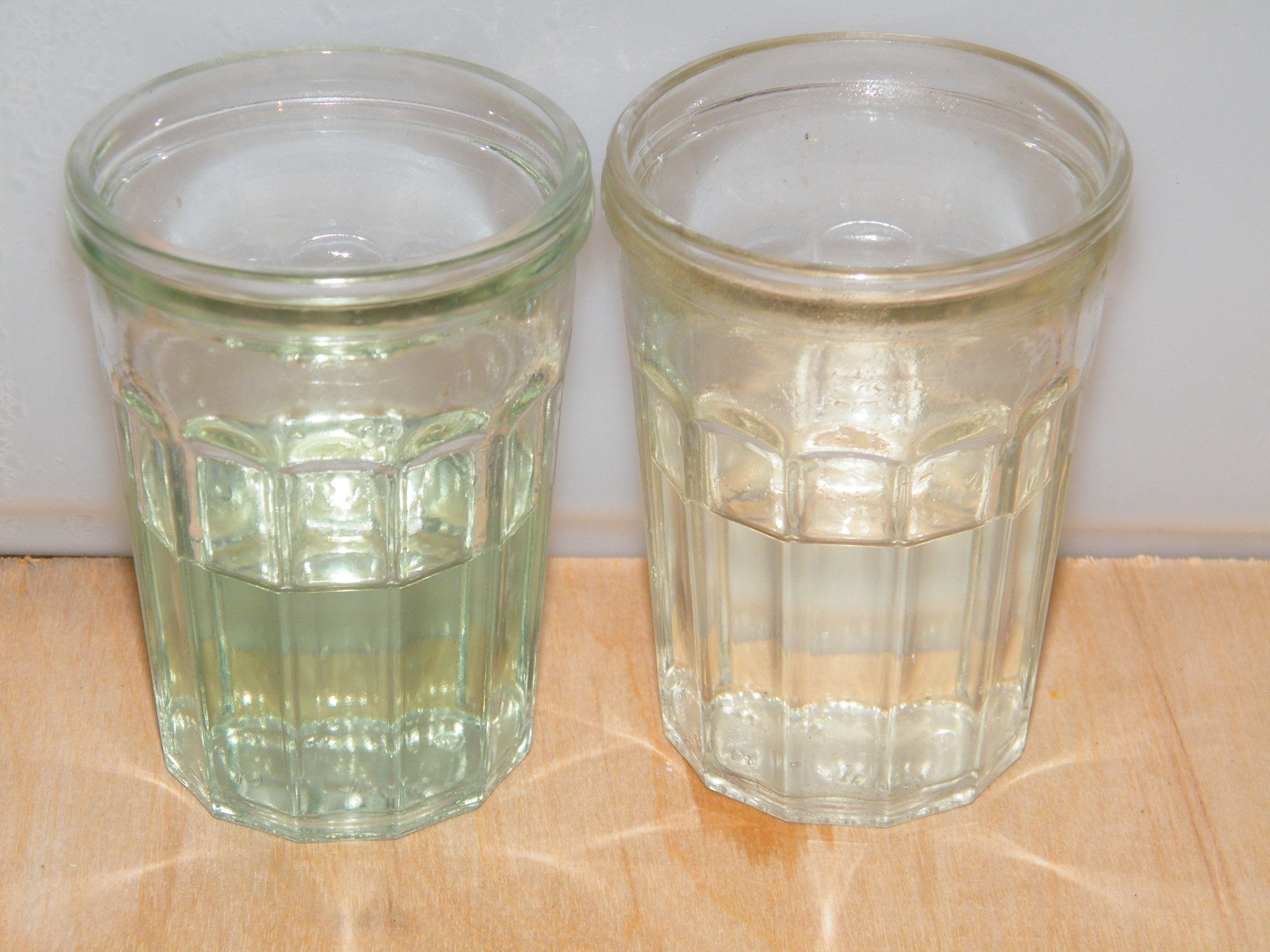
Слева бензин А-92 с «двухтактным маслом» синего цвета, соотношение 50 к 1, справа чистый бензин А-92.

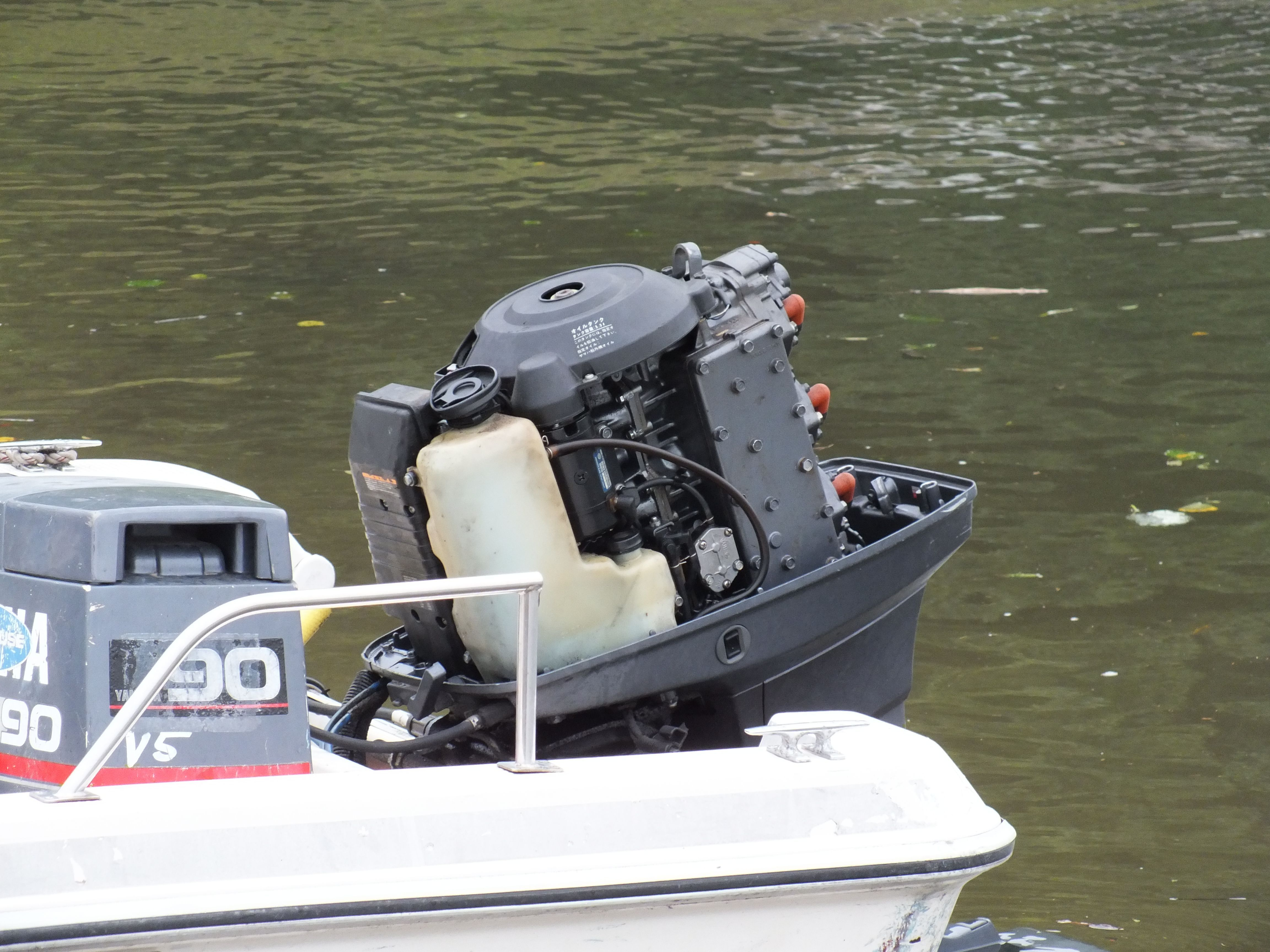
Трёхцилиндровый двухтактный лодочный мотор Yamaha-90 с раздельной подачей масла, «двухтактное масло» заливается в пластмассовый бачок белого цвета.

Масла́ для двухта́ктных дви́гателей (англ. Two-stroke oil, two-cycle oil, 2-cycle oil, 2T oil, 2-stroke oil) — разновидность моторных масел, применяемых в двухтактных двигателях
 внутреннего сгорания, не имеющих отдельной системы смазки. Такие двигатели смазываются топливом с небольшим добавлением масла. Соотношение масло/топливо в смеси составляет, как правило, от 1:20 до 1:100. Масло примешиваться самим владельцем мотора к топливу в едином топливном баке или, при наличии особой системы, храниться отдельно и примешиваться к топливу уже в самом двигателе автоматически. Такое масло, как и топливо, является расходным материалом, поскольку сгорает вместе с ним.
Требования, предъявляемые к маслам для двухтактных бензиновых двигателей:
1. Масло должно чисто сгорать, оставляя минимум золы.
2. Масло должно хорошо растворяться в топливе, не ухудшая при этом его свойств.
3. Масло должно иметь хорошие противоизносные, смазывающие, антикоррозийные свойства и вязкость, соответствующие климату и режимам работы двигателя.
4. Масло для водной техники должно по-минимуму загрязнять воду.

Масла для двухтактных двигателей иногда окрашиваются, что удобно для отличия смеси от чистого топлива.
Масла стандарта 2Т предназначены, в основном, для двигателей воздушного охлаждения (бензопилы, газонокосилки, мопеды, воздуходувки, мотопомпы, мотоблоки, бензиновые электростанции, мотоциклы, мотороллеры, сельскохозяйственная техника). Масла, сертифицируемые National Marine Manufacturers Association (NMMA) по требованиям TC-W3 предназначены для гидроциклов и подвесных моторов водяного охлаждения. Для снегоходов выпускаются специальные масла с низкой вязкостью для работы на морозе. Ранее, до появления специальных двухтактных масел, таком качестве вынужденно использовались доступные простейшие автомобильные масла низкого качества, имеющие минимум присадок и потому образующие минимум золы.